# ウラジーミル・ポターニン

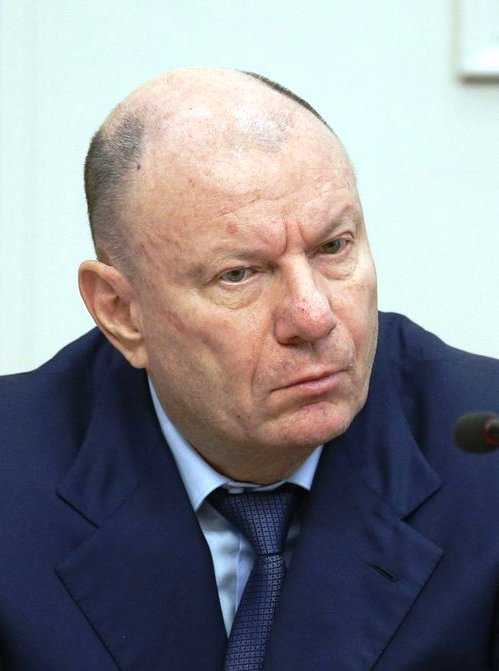
ウラジーミル・ポターニン

ウラジーミル・オレゴヴィッチ・ポターニン（ロシア語: Влади́мир Оле́гович Пота́нин, ラテン文字転写: Vladimir Olegovich Potanin, 1961年1月3日 - ）は、ロシア連邦の企業家。インターロス・グループ総帥。新興財閥に属する寡頭資本家（オリガルヒ）の一人。ノリリスク・ニッケル社社長のミハイル・プロホロフとはビジネスパートナーの関係にあった。

## 経歴
ソビエト連邦時代の1961年、首都モスクワに生まれる。
1975年から1989年までコムソモールに所属。
1983年にモスクワ国際関係大学を卒業し、ソ連外国貿易省に入省する。
1991年に外国貿易会社インターロスを設立。翌年、その子会社MFKを設立して私物化した。1992年から1993年に国際金融会社銀行副頭取、同頭取を経て、1993年にオネクシム銀行（統合輸出入銀行、Объединенный экспортно-импортный банк、ОНЭКСИМ банк）を創立して頭取に就任。1995年にはノリリスク・ニッケルを買収した。
1996年ロシア大統領選挙では、ボリス・ベレゾフスキーが「7人の銀行家」（セミバンキルシチナ）と呼んだ政商かつセミバンキルシチナが形成されるきっかけとなった13人の手紙の署名者の一人として暗躍し、ボリス・エリツィン大統領の再選に協力した。選挙後の論功行賞によって同年8月14日に第一副首相に就任する。第一副首相職は翌1997年3月に辞したが、1998年8月までインターロス社社長の地位を保った。
2001年、ソロモン・R・グッゲンハイム財団の運営委員となる。2003年、国家遺産トラスト委員会議長に選出された。2005年、ロシア公共会議所会員。
2003年3月から企業統治に関する国家評議会で投資に関する倫理基準制定を担当した。2007年1月にフランス文化省によって美術・文芸勲章を受章。
2022年ロシアのウクライナ侵攻に伴い、ロシアのウラジーミル・プーチン政権は国内から撤退する外国企業の資産の差押さえを示唆。ポターニンは差押えを「国を100年あまり逆戻りさせる措置」だとして警鐘を鳴らした。ポターニンはノリリスク・ニッケル株の下落で資産の約1/4を失ったものの、依然として保有資産は約225億ドルに上ると見られている。ニッケルやパラジウムの供給不安につながりかねないため侵攻に伴う対ロシア経済制裁の対象から除外する西側諸国も多いが、カナダに続いて同年6月29日、イギリス政府が制裁対象に加えると発表した。
2023年6月23日に発生したワグネルの反乱の際には、ポターニンの会社が所有するG650ジェットが24日午後5時にモスクワを飛び立ち、トルコのイスタンブールに向かったことが確認されており、反乱を機にロシア国外に退避した可能性が指摘されている。